# Oued Kiss
L'Oued Kiss  è un fiume che, per gran parte del suo percorso, segna il confine settentrionale tra Marocco ed Algeria.

## Descrizione
Il fiume nasce in territorio algerino, poco più a sud della località di Boukanoun nel comune di Bab El Assa.
Dopo pochi chilometri, in prossimità di Boukanoun e Ahfir in Marocco, il fiume inizia a segnare il confine tra i due stati.
Prima si sfociare nel mare, passa tra i comuni algerini di MSirda Fouaga e Marsa Ben M'Hidi, e quello marocchino di Saidia.